# Ismael Belkhayat
 (février 2024).
L'article doit être relu — et modifié si nécessaire — par des contributeurs indépendants pour apporter un regard critique aux contributions effectuées en violation des conditions d'utilisation de Wikipédia, tant sur la forme (notamment concernant le style encyclopédique, la proportionnalité) que sur le fond (la neutralité de point de vue, la qualité et l'indépendance des sources).
Pour les articles homonymes, voir Belkhayat.
Ismael Belkhayat, né le 20 novembre 1983 à Rabat, est un entrepreneur marocain.
Il est le fils de Mhamed Belkhayat, avocat ayant exercé au barreau de Rabat et le frère de Moncef Belkhayat, ancien ministre de la Jeunesse et des sports au Maroc.

## Biographie

### Origines et études
Il est diplômé du programme grande école d’ESCP Europe, d’une maitrise de droit de l’Université Panthéon Assas et d’un MBA de Cornell University.

### Carrière professionnelle
Ismael Belkhayat commence sa carrière professionnelle en 2009 au bureau parisien du Boston Consulting Group (BCG). Il quitte le BCG en 2013 pour revenir dans son pays et lancer un incubateur web au Maroc[réf. nécessaire].
En 2013, il cofonde avec Jawad Ziyat, ancien président du Raja Club Athletic, VotreChauffeur.ma,. En 2017, le tour de table accueille Youssef Chraibi, PDG du groupe Outsourcia,.
En 2014, il fonde, en partenariat avec PropertyFinder, Sarouty.ma, portail immobilier au Maroc,. En 2016, il rachète le premier concurrent de Sarouty.ma, le site SeleKtimmo.com,.
En 2017, il co-fonde avec Oussama El Kettani, MaCroisiere.ma, et organise en 2018 la première croisière transatlantique du Maroc vers le Brésil, en partenariat avec Msc cruises.
Ismael dirige également le pôle E-Commerce & digital du holding HnS group,. Il est également secrétaire général de l'association LeMarocDigital.com.
En 2020, il lance Chari.ma, une application de commerce en ligne B2B. Orange Ventures, filiale d'Orange, est entré dans le tour de table de la startup,. Elle intègre le Founders Program de Station F,.
En juin 2021, Chari devient la première startup maghrébine à intégrer l'accélérateur de startups Y Combinator. Y Combinator acquiert alors 7 % des parts de la société Chari qui participe alors au batch Summer 21 de Y combinator et fait partie de la liste des '20 startups to watch'. Dans la foulée, Chari fait l'acquisition de l'application de Fintech Karny.ma et réussit alors une levée de fonds. Divers investisseurs rejoignent le tour de table de Chari.
En janvier 2022, Chari annonce l'entrée d'Al Khwarizmi Ventures et Akwa Group au capital. La prise de participation dans Chari par le groupe du premier ministre Marocain Aziz Akhannouch valorise alors l'entreprise à plus de 100 millions de dollars. Chari annonce le lancement d'activité dans le Buy Now Pay Later[pas clair].
En juin 2022, Chari annonce l'acquisition de la startup ivoirienne Diago.
En octobre 2022, Endeavor Catalyst, le fonds d'investissement du réseau Endeavor annonce avoir investi un million de dollars dans Chari.
En février 2023, l'université d'Harvard à Cambridge dans le Massachusetts rédige un business case sur la startup Chari et ses dirigeants Ismael Belkhayat et Sophia Alj. Le même mois, Orange annonce avoir investi un million de dollars dans Chari. Grégoire de Padirac rejoint le conseil de l'entreprise de la société.
En mai 2023, Chari, dirigée par Ismael Belkhayat, est classée par le Financial Times parmi les entreprises africaines à plus forte croissance. Le même mois, l'accélérateur californien de startups Plug and Play annonce avoir réinvesti dans Chari.
En juin 2023, le fonds de private equity nigérian Verod et le fonds de Venture Capitalism Kepple annonce leur entrée dans le capital de Chari avec un investissement de 1,5 million de dollars. Rio Yamawaki rejoint le conseil de surveillance de Chari. La même semaine, Chari devient un établissement de paiement en obtenant une licence de la banque centrale du Maroc.

### Engagement politique et polémique
Membre de LREM depuis 2016, Ismael Belkhayat anime le comité du mouvement à Casablanca. Son investiture par la République en marche comme tête de liste des élections consulaires dans la 9e circonscription des Français de l'étranger, est annoncée dans la presse début 2020 puis démentie, et il ne figure pas sur la liste des candidats présentée par le mouvement.
Le 31 mars 2020, à la suite d'un contrôle de police en période de restriction sanitaire liée à la pandémie de Covid 19, il ne peut justifier des raisons de sa sortie, et prend à partie un agent de police. Cette situation se renouvelle le lendemain. Il fait l'objet par la suite d'une condamnation, un an de prison ferme en première instance pour insulte à l’encontre d’un policier et effraction aux mesures de confinement sanitaire, ramenée en appel à un mois de réclusion, il est libéré en mai 2020.